# Epistemicídio
Epistemicídio é um termo normalmente utilizado por Boaventura de Sousa Santos desde a sua obra Pela Mão de Alice, até as obras que se seguiram. Contudo, também tem sido muito utilizado por autores e autoras que analisam a influência da colonização europeia (branca) e do imperialismo capitalista sobre os processos de produção e reprodução da vida. O epistemicídio é, em essência, a destruição de conhecimentos, de saberes e de culturas não assimiladas pela cultura ocidental. É um subproduto do colonialismo instaurado pelo avanço imperialista europeu sobre os povos da Ásia, da África e das Américas.

## História
O epistemicídio está inicialmente associado aos "exercícios de poder e violência contra saberes chamados de subalternos ou abissais". Isso se refere à supressão ou desvalorização sistemática de determinados sistemas de conhecimento, geralmente aqueles associados a grupos marginalizados ou minoritários.
Historicamente, o epistemicídio está relacionado à imposição de uma perspectiva eurocêntrica e norte-americana como hegemônica no campo do conhecimento, em detrimento de outras formas de saber. Isso ocorreu através de estratégias como a negação da legitimidade de outros conhecimentos e a representação pejorativa de determinados grupos e suas práticas epistêmicas.
Com o tempo, o conceito de epistemicídio se expandiu e passou a ser discutido em diversas áreas, incluindo a Ciência da Informação. Isso se deve à necessidade de uma postura epistemologicamente crítica diante dessas dinâmicas de poder e violência contra saberes considerados "subalternos".
Portanto, a história do conceito de epistemicídio envolve o reconhecimento da diversidade de construções de conhecimento e a denúncia da hegemonia de perspectivas eurocêntricas e norte-americanas, bem como a busca por maior justiça epistemológica.